# Cầy giông sọc
Cầy giông sọc (Viverra megaspila) là loài cầy bản địa ở Đông Nam Á và được liệt vào danh sách các loài động vật sắp nguy cấp của IUCN.

## Mô tả
Cầy giông sọc là một loài thú cỡ lớn trong họ Cầy, chúng có kích thước và hình dáng gần giống với cầy giông thường. Chúng có đầu lớn, mõm dài, có một dải lông bờm cao màu đen dọc sống lưng đến mút đuôi, hai bên sườn bắp đùi và chân sau có các đốm đen lớn rõ rệt trên nền sáng, các đốm đen này có thể tách rời hoặc tạo thành dải. Vòng đuôi bị cắt bởi bờm lông màu đen ở mặt trên thành hình bán nguyệt, rõ nhất ở vòng màu trắng. Đuôi của cầy giông sọc có 4 vòng đen, trắng ở nửa phần gốc đuôi, còn nửa phần mút đuôi thì hoàn toàn màu đen và không có vòng. Chúng có tuyến xạ cạnh hậu môn.

## Phân bố
Cầy giông sọc là một loài thú bản địa của vùng Đông Nam Á. Chúng được tìm thấy ở Việt Nam, Myanmar, Thái Lan, Lào, Campuchia và Malaysia, loài này cũng có mặt tại miền tây của Ấn Độ. Riêng ở Việt Nam, cầy giông sọc phân bố ở các tỉnh vùng Tây Nguyên và Nam Bộ.

## Sinh thái và tập tính
Cầy giông sọc sinh sống ở vùng đồi núi cây bụi cạnh rừng, nương rẫy, dọc sông suối, ao hồ và kể cả rừng tràm, đước. Chúng có cuộc sống đơn độc, làm tổ ở hốc cây, bụi rậm. Cầy giông sọc kiếm ăn vào ban đêm, khẩu phần ăn của chúng bao gồm các loài thú nhỏ, chim, cá, ếch nhái, côn trùng, giun đất và một số quả cây. Đôi lúc chúng còn ăn cả gia cầm và gia súc nhỏ.
Loài cầy giông sọc sinh sản quanh năm, mỗi năm đẻ 2 lứa và mỗi lứa đẻ từ 2 đến bốn con.

## Tình trạng bảo tồn
Tại Việt Nam, loài cầy giông sọc rất ít gặp trong thiên nhiên, chúng thường phong phú hơn ở sinh cảnh rừng tràm. Vùng phân bố và số lượng đã giảm sút nhiều do bị mất rừng và săn bắt bởi giá trị kinh tế của bộ da và lông.

## Hình ảnh

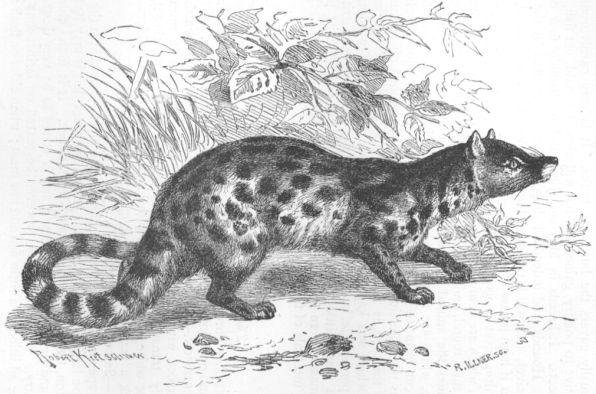
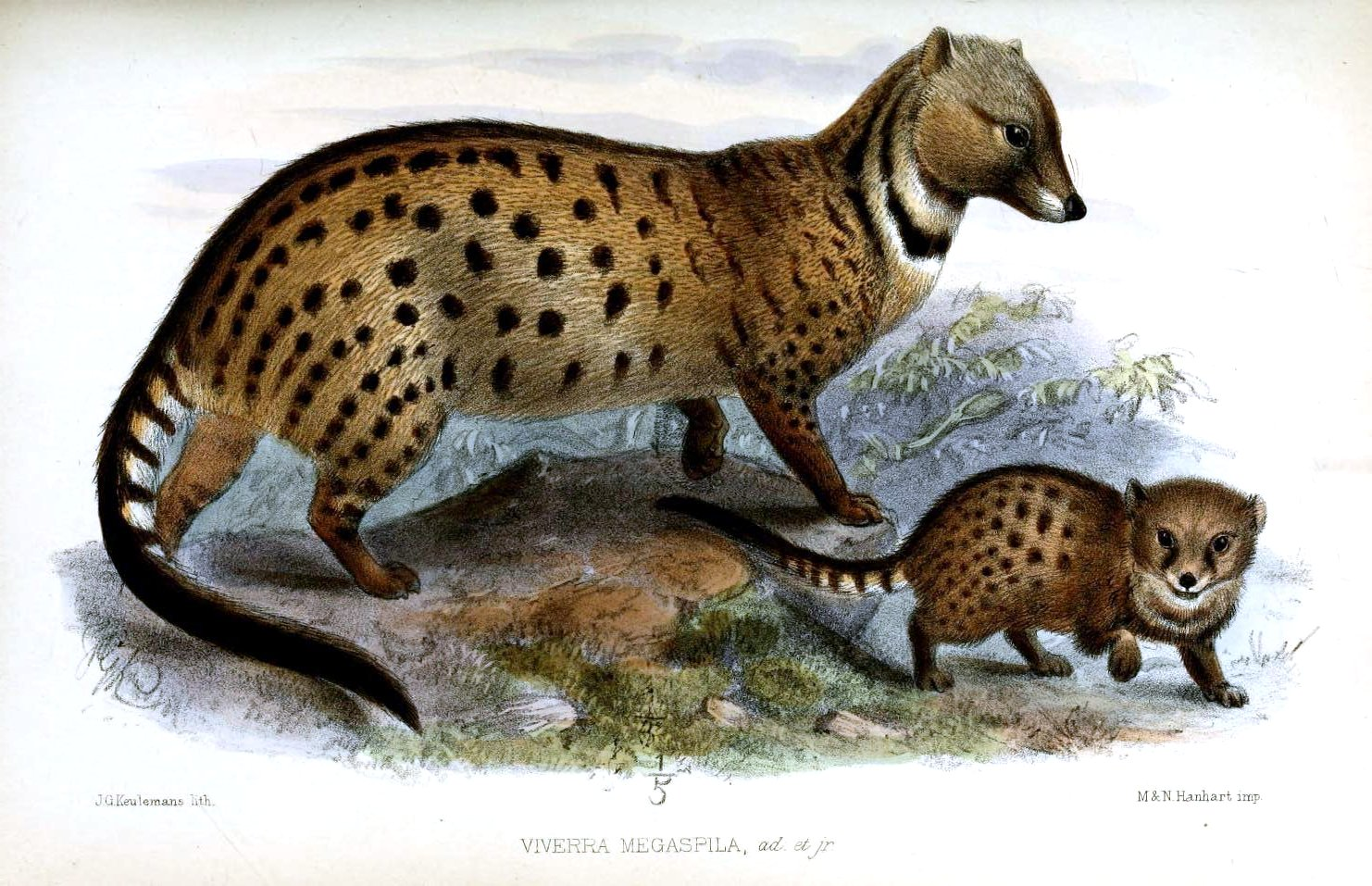
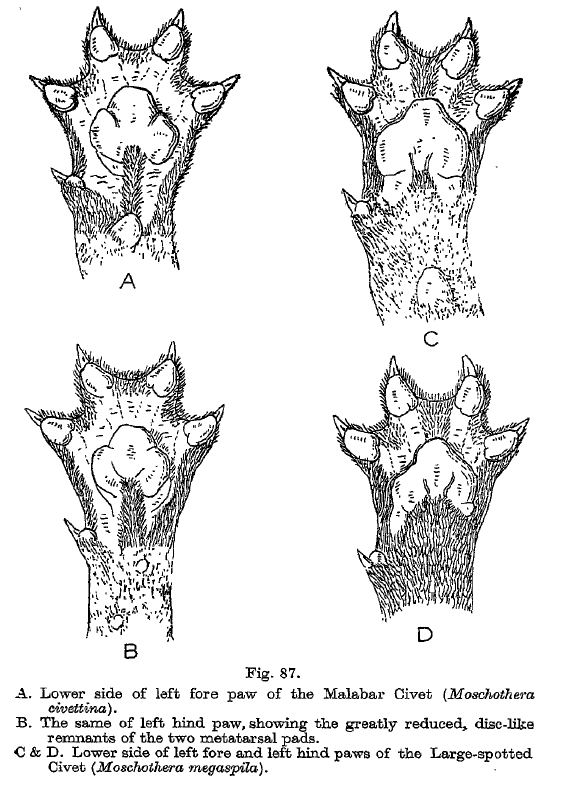